# Sci alpino ai XV Giochi olimpici invernali - Slalom speciale femminile
Tra le competizioni dello sci alpino ai XV Giochi olimpici invernali di Calgary 1988 lo slalom speciale femminile si disputò venerdì 26 febbraio sulla pista Ladies' Olympic Slalom di Nakiska; la svizzera Vreni Schneider vinse la medaglia d'oro, la jugoslava Mateja Svet quella d'argento e la tedesco occidentale Christa Kinshofer quella di bronzo.
Detentrice uscente del titolo era l'italiana Paoletta Magoni, che aveva vinto la gara dei XIV Giochi olimpici invernali di Sarajevo 1984 disputata sul tracciato di Jahorina precedendo la francese Perrine Pelen (medaglia d'argento) e la liechtensteinese Ursula Konzett (medaglia di bronzo); la campionessa mondiale in carica era la svizzera Erika Hess, vincitrice a Crans-Montana 1987 davanti all'austriaca Roswitha Steiner e alla Svet.

## Risultati
| 1  | 14 | Vreni Schneider           | Svizzera       | 0:48,81 | 1   | 0:47,88 | 1   | 1:36,69 |          |     |     |
| 2  | 12 | Mateja Svet               | Jugoslavia     | 0:49,21 | 3   | 0:49,16 | 4   | 1:38,37 | +1,68    |     |     |
| 3  | 2  | Christa Kinshofer         | Germania Ovest | 0:49,84 | 5   | 0:48,56 | 3   | 1:38,40 | +1,71    |     |     |
| 4  | 10 | Roswitha Steiner          | Austria        | 0:50,43 | 10  | 0:48,34 | 2   | 1:38,77 | +2,08    |     |     |
| 5  | 6  | Blanca Fernández Ochoa    | Spagna         | 0:49,89 | 6   | 0:49,55 | 7   | 1:39,44 | +2,75    |     |     |
| 6  | 3  | Ida Ladstätter            | Austria        | 0:49,71 | 4   | 0:49,88 | 10  | 1:39,59 | +2,90    |     |     |
| 7  | 19 | Paoletta Magoni           | Italia         | 0:50,42 | 9   | 0:49,34 | 5   | 1:39,76 | +3,07    |     |     |
| 8  | 7  | Dorota Tlałka             | Francia        | 0:50,28 | 8   | 0:49,58 | 8   | 1:39,86 | +3,17    |     |     |
| 9  | 22 | Mojca Dežman              | Jugoslavia     | 0:50,86 | 11  | 0:49,35 | 6   | 1:40,21 | +3,52    |     |     |
| 10 | 8  | Ulrike Maier              | Austria        | 0:50,94 | 13  | 0:49,60 | 9   | 1:40,54 | +3,85    |     |     |
| 11 | 29 | Beth Madsen               | Stati Uniti    | 0:51,09 | 17  | 0:50,09 | 11  | 1:41,18 | +4,49    |     |     |
| 12 | 24 | Lenka Kebrlová            | Cecoslovacchia | 0:51,01 | 14  | 0:51,11 | 13  | 1:42,12 | +5,43    |     |     |
| 13 | 27 | Lucia Medzihradská        | Cecoslovacchia | 0:51,08 | 16  | 0:51,10 | 12  | 1:42,18 | +5,49    |     |     |
| 14 | 11 | Patricia Chauvet          | Francia        | 0:51,48 | 19  | 0:51,31 | 15  | 1:42,79 | +6,10    |     |     |
| 15 | 35 | Diann Roffe               | Stati Uniti    | 0:51,74 | 22  | 0:51,14 | 14  | 1:42,88 | +6,19    |     |     |
| 16 | 31 | Josée Lacasse             | Canada         | 0:51,63 | 20  | 0:51,51 | 16  | 1:43,14 | +6,45    |     |     |
| 17 | 36 | Katarzyna Szafrańska      | Polonia        | 0:52,15 | 24  | 0:52,06 | 17  | 1:44,21 | +7,52    |     |     |
| 18 | 38 | Michelle McKendry         | Canada         | 0:53,16 | 27  | 0:52,63 | 18  | 1:45,79 | +9,10    |     |     |
| 19 | 40 | Emi Kawabata              | Giappone       | 0:54,70 | 30  | 0:54,65 | 19  | 1:49,35 | +12,66   |     |     |
| 20 | 47 | Carolina Eiras            | Argentina      | 0:57,17 | 32  | 0:55,56 | 20  | 1:52,73 | +16,04   |     |     |
| 21 | 49 | Kate Rattray              | Nuova Zelanda  | 0:56,79 | 31  | 0:56,15 | 21  | 1:52,94 | +16,25   |     |     |
| 22 | 53 | Carolina Birkner          | Argentina      | 0:59,57 | 34  | 0:58,15 | 22  | 1:57,72 | +21,03   |     |     |
| 23 | 51 | Sandra Grau               | Andorra        | 1:00,09 | 35  | 0:58,35 | 23  | 1:58,44 | +21,75   |     |     |
| 24 | 56 | Astrid Steverlynck        | Argentina      | 1:06,06 | 37  | 1:01,96 | 24  | 2:05,02 | +28,33   |     |     |
| 25 | 54 | Thomai Lefousi            | Grecia         | 1:02,82 | 36  | 1:04,19 | 25  | 2:07,01 | +30,32   |     |     |
| 26 | 57 | Karolina Fotiadou         | Cipro          | 1:07,36 | 38  | 1:07,56 | 26  | 2:14,92 | +38,23   |     |     |
| 27 | 59 | Fiamma Smith              | Guatemala      | 1:23,56 | 39  | 1:21,94 | 27  | 2:45,50 | +1:08,81 |     |     |
| 28 | 60 | Shailaja Kumar            | India          | 1:26,98 | 40  | 1:25,29 | 28  | 2:52,27 | +1:15,78 |     |     |
|    | 5  | Camilla Nilsson           | Svezia         | 0:48,82 | 2   | DNF     | DNF | DNF     | DNF      | DNF | DNF |
|    | 1  | Brigitte Oertli           | Svizzera       | 0:49,95 | 7   | DNF     | DNF | DNF     | DNF      | DNF | DNF |
|    | 17 | Catharina Glassér-Bjerner | Svezia         | 0:50,88 | 12  | DNF     | DNF | DNF     | DNF      | DNF | DNF |
|    | 20 | Katra Zajc                | Jugoslavia     | 0:51,06 | 15  | DNF     | DNF | DNF     | DNF      | DNF | DNF |
|    | 21 | Pascaline Freiher         | Francia        | 0:51,37 | 18  | DNF     | DNF | DNF     | DNF      | DNF | DNF |
|    | 28 | Lesley Beck               | Regno Unito    | 0:51,70 | 21  | DNF     | DNF | DNF     | DNF      | DNF | DNF |
|    | 26 | Nadia Bonfini             | Italia         | 0:51,95 | 23  | DNF     | DNF | DNF     | DNF      | DNF | DNF |
|    | 39 | Eva Moga                  | Spagna         | 0:52,79 | 26  | DNF     | DNF | DNF     | DNF      | DNF | DNF |
|    | 30 | Ľudmila Milanová          | Cecoslovacchia | 0:53,93 | 28  | DNF     | DNF | DNF     | DNF      | DNF | DNF |
|    | 44 | Jacqueline Vogt           | Liechtenstein  | 0:53,94 | 29  | DNF     | DNF | DNF     | DNF      | DNF | DNF |
|    | 50 | Mihaela Fera              | Romania        | 0:58,35 | 33  | DNF     | DNF | DNF     | DNF      | DNF | DNF |
|    | 33 | Jolanda Kindle            | Liechtenstein  | 0:52,56 | 25  | DSQ     | DSQ | DSQ     | DSQ      | DSQ | DSQ |
|    | 4  | Tamara McKinney           | Stati Uniti    | DNF     | DNF | DNF     | DNF | DNF     | DNF      | DNF | DNF |
|    | 9  | Anita Wachter             | Austria        | DNF     | DNF | DNF     | DNF | DNF     | DNF      | DNF | DNF |
|    | 13 | Christelle Guignard       | Francia        | DNF     | DNF | DNF     | DNF | DNF     | DNF      | DNF | DNF |
|    | 15 | Corinne Schmidhauser      | Svizzera       | DNF     | DNF | DNF     | DNF | DNF     | DNF      | DNF | DNF |
|    | 16 | Veronika Šarec            | Jugoslavia     | DNF     | DNF | DNF     | DNF | DNF     | DNF      | DNF | DNF |
|    | 18 | Monica Äijä               | Svezia         | DNF     | DNF | DNF     | DNF | DNF     | DNF      | DNF | DNF |
|    | 23 | Kristina Andersson        | Svezia         | DNF     | DNF | DNF     | DNF | DNF     | DNF      | DNF | DNF |
|    | 25 | Anette Gersch             | Germania Ovest | DNF     | DNF | DNF     | DNF | DNF     | DNF      | DNF | DNF |
|    | 32 | Heidi Voelker             | Stati Uniti    | DNF     | DNF | DNF     | DNF | DNF     | DNF      | DNF | DNF |
|    | 34 | Karen Percy               | Canada         | DNF     | DNF | DNF     | DNF | DNF     | DNF      | DNF | DNF |
|    | 37 | Nina Ehrnrooth            | Finlandia      | DNF     | DNF | DNF     | DNF | DNF     | DNF      | DNF | DNF |
|    | 42 | Sarah Lewis               | Regno Unito    | DNF     | DNF | DNF     | DNF | DNF     | DNF      | DNF | DNF |
|    | 45 | Kirstin Cairns            | Regno Unito    | DNF     | DNF | DNF     | DNF | DNF     | DNF      | DNF | DNF |
|    | 46 | Sachiko Yamamoto          | Giappone       | DNF     | DNF | DNF     | DNF | DNF     | DNF      | DNF | DNF |
|    | 58 | Mary Pat Wilson           | Porto Rico     | DNF     | DNF | DNF     | DNF | DNF     | DNF      | DNF | DNF |
|    | 41 | Kerrin Lee-Gartner        | Canada         | DSQ     | DSQ | DSQ     | DSQ | DSQ     | DSQ      | DSQ | DSQ |
|    | 55 | Magdalena Birkner         | Argentina      | DSQ     | DSQ | DSQ     | DSQ | DSQ     | DSQ      | DSQ | DSQ |
|    | 43 | Ainhoa Ibarra             | Spagna         | DNS     | DNS | DNS     | DNS | DNS     | DNS      | DNS | DNS |
|    | 48 | Guðrún Kristjánsdóttir    | Islanda        | DNS     | DNS | DNS     | DNS | DNS     | DNS      | DNS | DNS |
|    | 52 | Michaela Marzola          | Italia         | DNS     | DNS | DNS     | DNS | DNS     | DNS      | DNS | DNS |

Legenda:

DNF = prova non completata

DSQ = squalificata

DNS = non partita

Pos. = posizione

Pett. = pettorale
1ª manche:

Ore: 10.30 (UTC-7)

Pista: Ladies' Olympic Slalom (Eagle Tail - Whiskey Gap)

Partenza: 2 060 m s.l.m.

Arrivo: 1 880 m s.l.m.

Dislivello: 180 m

Porte: 63

Tracciatore: Reimund Berger (Austria)
2ª manche:

Ore: 13.11 (UTC-7)

Pista: Ladies' Olympic Slalom (Eagle Tail - Whiskey Gap)

Partenza: 2 060 m s.l.m.

Arrivo: 1 880 m s.l.m.

Dislivello: 180 m

Porte: 63

Tracciatore: Jože Drobnič (Jugoslavia)